# Samsung Galaxy S4 Zoom
Il Samsung Galaxy S4 Zoom è un camera-phone, un ibrido tra fotocamera e smartphone, presentato dalla casa coreana Samsung il 12 giugno 2013 e messo in commercio a settembre dello stesso anno.
Si tratta di un dispositivo dotato di zoom ottico 10x (con focale equivalente 35mm da 24–240 mm) e diaframma f3.1-6.3 con stabilizzatore ottico e flash. Il sensore è di 1/2.33" BSI-CMOS da 16 megapixel. È in grado di generare filmati FullHD 1080p 30fps e 720p 60fps con audio stereo. Il Galaxy S4 Zoom si presenta come una normale fotocamera compatta da un lato, mentre dall'altro possiede tutto il normale aspetto di uno smartphone, con un display Super Amoled da 4,3 pollici e risoluzione di 960x540 pixel (qHD).